# Ampere (Schiff)
Die Ampere ist ein Fährschiff mit Elektroantrieb, eine Autofähre, die ihre Energie aus Akkumulatoren bezieht, die mit Strom vom Land versorgt werden. Sie ist ein Katamaran, wurde als Projekt „ZeroCat 120“ von der Reederei Norled, der Werft Fjellstrand und Siemens entwickelt und pendelt seit Mai 2015 über den Sognefjord.

## Geschichte
Der Grund für die Entwicklung der Elektrofähre war ein vom norwegischen Verkehrsministerium ausgeschriebener Wettbewerb für diese Fährverbindung. Die norwegische Reederei Norled, eine Tochtergesellschaft der Det Stavangerske Dampskibsselskab, gewann die Ausschreibung.
Als Preis erhält die Reederei die Konzession für den Fährbetrieb bis 2025. Da der norwegische Strom nahezu ausschließlich aus Wasserkraft gewonnen wird, kann die Fähre ohne direkten und mit geringem indirekten CO2-Ausstoß betrieben werden.
Die Elektrofähre wurde im November 2012 von der Fährreederei Norled bei der norwegischen Werft Fjellstrand bestellt, im Mai 2013 erfolgte die Kiellegung und im Januar 2015 wurde sie auf den Namen Ampere getauft und abgeliefert. Seit 2015 verkehrt sie zwischen Lavik und Oppedal am Sognefjord. Die Ampere legt 30 bis 35 mal am Tag eine Fahrtstrecke von 3 Seemeilen über den Sognefjord zurück und verbraucht je nach Umgebungsbedingungen 150 – 200 kWh pro Überfahrt. Sie kann in den 20 Minuten Fahrtdauer 120 Pkw und 350 Passagiere transportieren. Die jeweilige Hafenliegezeit dauert zehn Minuten; in dieser Zeit werden die Akkus mit Hilfe von Landakkus geladen.

## Entwicklung, Konstruktion und Bau
Der 80 Meter lange und 21 Meter breite Katamaran-Rumpf der „ZeroCat 120“ besteht aus Aluminium, um ein geringes Gewicht zu realisieren. Die Entwicklung des innovativen Antriebs- und Speichersystem sowie wesentliche Konstruktionsmerkmale des Schiffes kamen vom Eigentümer Norled, der Firma Siemens und der Werft Fjellstrand. Die Detailkonstruktion, Klasse-Zeichnungen, FE- und Stabilitätsberechnungen des Aluminiumkatamarans wurden weitgehend von der Firma GSM-Design Group (Nelton) in Danzig erstellt. Der anspruchsvolle Bau des Aluminiumrumpfes mit Teilausrüstung und weitgehender Verrohrung erfolgte auf der Danziger Spezialwerft Aluship Technologie. Die elektrischen Anlagen, das Antriebssystem (Bluedrive) kamen von Siemens und die Akkus wurden von der kanadischen Firma Corvus geliefert. Die weitere Schiffsausrüstung, die Installation der technischen Anlagen und des gesamten Antriebsstranges einschließlich der Propeller sowie die technischen Erprobungen wurde weitgehend von der Fjellstrand Werft in Norwegen durchgeführt.

## Beschreibung der Fähre
Das Herzstück des Schiffes ist eine Lithium-Polymer-Akku-Anlage von Corvus. Sie besteht aus 160 Akkus á jeweils 6,5 kWh und hat eine Gleichspannung von 900 V. Die Akku-Anlage hat ein Gewicht von rund 10 Tonnen und eine Kapazität von etwa 1000 Kilowattstunden (kWh), die für mehrere Überfahrten reicht. Die elektrische Antriebsanlage wurde von Siemens Norwegen entwickelt und geliefert. Das Antriebskonzept wurde in Zusammenarbeit mit DNV GL entwickelt, in vielen Untersuchungen getestet und als erstes Schiff seiner Klasse nach den neuen DNV-GL-Regeln für batteriegetriebene Schiffe zertifiziert.
Der Katamaran mit zwei schmalen Rümpfen wird im Normalbetrieb je nach Überfahrt von je einem hinten bzw. vorne befindlichen Propeller von Elektromotoren mit einer Leistung von 800 kW angetrieben. Bei einer Nenngeschwindigkeit von zehn Knoten werden rund 400 kW Leistung benötigt. Für eine Fahrt über den Fjord werden je nach Umgebungsbedingungen 150 bis 200 kWh verbraucht. Die Fähre wurde 2014 von der norwegischen Fachzeitschrift Skipsrevyen zum „Schiff des Jahres“ gewählt und auf der Schiffbaumesse SMM in Hamburg prämiert. 2018 wurde das Schiff mit dem „Ship Efficiency Award“ ausgezeichnet.

## Aufladen der Lithium-Polymer-Akkus in Lavik und Oppedal
Weil das Stromnetz in beiden Häfen mit 22 kV zu schwach ist, um die nötigen 1250 Kilowatt Ladeleistung für die Schiffsakkus zu liefern, wurden in beiden Häfen Akkus mit einer Kapazität von 390 kWh installiert. Während der etwa 50-minütigen Abwesenheit des Schiffes werden die Landakkus mit geringerer Leistung vom Landnetz geladen und die gespeicherte Energie wird in der rund 10-minütigen Liegezeit mit hoher Ladeleistung an die Schiffsakkus mit einem Steckersystem oder über einen Pantografen übertragen.